# Elecciones provinciales de Alberta de 2019
Las elecciones provinciales de Alberta de 2019 ocurrieron el 16 de abril de 2019, para elegir miembros de la 30.ª legislatura de la provincia canadiense de Alberta. En su primera muestra electoral, el Partido Conservador Unido, liderado por el exministro federal Jason Kenney, ganó las elecciones, obteniendo la mayoría absoluta de escaños, convirtiendo a Kenney en la 18.ª persona en ejercer como primer ministro de Alberta. El Partido Conservador Unido fue formado en 2017 por la unión del Partido Progresista Conservador y el Partido Wildrose, luego de que la victoria del NDP en las elecciones de 2015 pusiera fin a 44 años de gobiernos conservadores.
El NDP obtuvo 24 escaños, 19 de ellos en la ciudad de Edmonton, convirtiéndose en la oposición oficial, mientras que ningún otro partido logró ingresar al Parlamento, incluyendo al Partido de Alberta, que a pesar de obtener casi el 10% de los votos, gracias a que no lograron concentrar bien su voto, estos no se convirtieron en ningún escaño. El Partido Liberal, por su parte, obtuvo el peor resultado de su historia, con menos del 1 % del voto, quedando fuera de la legislatura por la primera vez desde la década de 1980.
La elección resultó en la participación más alta desde 1982, y marcó tan solo el quinto cambio de gobierno desde que Alberta se convirtió en una provincia en 1905, y también la primera vez que un gobierno no obtuvo un segundo mandato.

## Contexto
La elección se llevó a cabo bajo el escrutinio mayoritario uninominal, y fue la 30.ª elección en la historia de la provincia.
La última elección había resultado en una victoria aplastante para Rachel Notley y el NDP, siendo la primera vez que este alcanzaba el gobierno provincial, poniendo fin a 44 años de gobiernos conservadores. Esto fue posible gracias a la división del voto conservador, dividido entre el Partido Conservador Progresista (PC) y el Partido Wildrose, lo cual le otorgó una mayoría absoluta al NDP a pesar de solo obtener el 40% de los votos. En búsqueda de impedir una repetición de lo ocurrido en 2015, los dos partidos se unieron en 2017, formando el Partido Conservador Unido, liderado por el exministro federal bajo Stephen Harper, Jason Kenney. Varios miembros del Partido Conservador Progresista desilusionados con la unión, pasaron a integrar las filas del Partido de Alberta, un partido de centro que busca ser la alternativa entre los conservadores y los neodemócratas.

## Resultados
|  | 54.87 % |

|  | 32.69 % |

|  | 9.08 % |

|  | 0.98 % |

|  | 0.41 % |

|  | 1.97 % |

|  | 99.48 % |

|  | 0.52 % |

|  | 100.00 % |

|  | 67.50 % |